# The Shadowless Tower
The Shadowless Tower (cinese: 白塔之光) è un film drammatico cinese del 2023 scritto e diretto dal regista sino-coreano Zhang Lü e interpretato da Xin Baiqing, Tian Zhuangzhuang e Huang Yao. Il film è stato selezionato per concorrere all'Orso d'Oro al 73º Festival Internazionale del Cinema di Berlino, dove è stato presentato in anteprima mondiale il 18 febbraio 2023.

## Trama
Il titolo deriva da un tempio buddista del XIII secolo nel distretto di Xicheng a Pechino. Il design eccentrico del tempio rende difficile vedere la sua ombra. Questo ha dato origine alla leggenda locale secondo cui la sua ombra si trova a circa duemila miglia di distanza, in Tibet, casa spirituale del tempio. È usato come metafora di una fase della vita del protagonista. Da qui il titolo: The Shadowless Tower.
Un uomo di mezza età che vive da solo a Pechino, incontra un giovane fotografo al lavoro. Viene a sapere dove si trova suo padre, con il quale ha perso i contatti da più di quarant'anni. Incoraggiato dal fotografo, affronta il padre e recupera il perduto rapporto padre-figlio.

## Accoglienza
Sul sito web dell'aggregatore di recensioni Rotten Tomatoes, il film ha un indice di gradimento dell'83% basato su 12 recensioni, con una valutazione media di 7,4/10. Su Metacritic, ha un punteggio medio ponderato di 78 su 100 basato su 4 recensioni, indicando "Recensioni generalmente favorevoli".